# دن مادیگن
دن مادیگن (انگلیسی: Dan Madigan)، نویسنده، فیلم‌نامه‌نویس، و تهیه‌کننده تلویزیونی اهل ایالات متحده آمریکا است. او برای آثارش در زمینه کشتی حرفه‌ای، از جمله نوشتن و تولید برای اسمک‌داون دبلیودبلیوئی شناخته شده‌است. فیلم‌نامهٔ شر نبین محصول استودیو دبلیودبلیوئی نوشتهٔ او، و نیز فیلم‌نامهٔ شر نبین ۲ بر اساس کتاب او نوشته شده‌است.